# Roústika
Roústika est un village de Crète, en Grèce. Il se situe dans le nome de Rethymnon, à 21 kilomètres au sud ouest de Réthymnon, à une altitude de 290 m au pied de la colline Ámbelos. La population est de 150 habitants.

## Géographie, origines du nom, histoire
Roústika existait avant la conquête de la Crète par les Vénitiens. Il est mentionné dès 1577 et apparaît dans les recensements ottomans et égyptiens de 1671 et 1834. Lors du recensement de 1881, Roústika apparaît même comme le chef-lieu du canton et comptait 440 habitants. Le nom pourrait être d'origine arabe « Roustak » qui signifie “village” et les Vénitiens l’auraient adapté à leur langue en Roústika. D'autres pensent que le nom viendrait du mot latin « rustique ». Pendant la période vénitienne le village appartenait au fief de la famille Barozzi.
L'église paroissiale est dédiée à l'Assomption de Marie.
Au sud-ouest du village, sur une petite colline rocheuse, dans un paysage verdoyant, il y a le monastère du Prophète Elias Thesvitou, construit pendant la période vénitienne. Monument historique de la région de Rethymno et Avlopotamos, il est l'un des plus anciens en Crète. La Bibliothèque nationale de France possède des manuscrits provenant du monastère. L'église du monastère, Aghia Zoni et Aghia Triada, est une basilique à trois nefs avec un dôme, qui possède un clocher avec deux cloches et une inscription de 1637. Le monastère est devenu le centre des rebelles contre les Turcs, qui l’ont détruit en 1823.
Dans le village, il y a une église dédiée à la Vierge Marie et le Christ le Sauveur, à deux nefs, ornée de fresques remontant à sa construction, en 1381, par la famille du prêtre George Vlatos. La nef de la Vierge Marie est ornée par de peintures vivantes : punitions des damnés, Saints à cheval, Trahison de Judas, préparation de la Croix, Crucifixion, Descente de Croix, etc. Les peintures murales sont d’un style académique, et montrent quelque part le fondateur, George Vlatos.
Les détails architecturaux sur les portes et les linteaux sont caractéristiques. Le clocher est l'année 1627.
Le Centre Culturel de Anestis et Manolis Anagnostakis (en) est installé dans la maison familiale Anagnostakis et a été offert à la communauté de Roústika par le poète lui-même. On y trouve des collections sur sa vie et son œuvre.
Il y a aussi un Musée Ecclésiastique et un Musée privé de Costumes Traditionnels Grecs.

## La vie ecclésiastique
L'église paroissiale est dédiée à l'Assomption.
La fête du village est la célébration du Prophète Elias (20 juillet).

## Transports
Il y a un service de bus de La Canée à Rethymnon servant cette zone (deux services, le matin et le midi pendant la semaine mais pas les week-ends).